# Livre d'heures d'Henri VIII
Le Livre d'heures d'Henri VIII est un manuscrit enluminé provenant de Tours, France et vers 1500, conservé sous la cote MS H.8 à la Morgan Library & Museum de New York. Une miniature isolée  représentant une Vierge à l'Enfant est conservée au musée du Louvre (RF3890).

## Historique
Le Livre d'heures d'Henri VIII, chef-d'œuvre de l'artiste Jean Poyer, doit son nom au roi Henri VIII d'Angleterre, deuxième monarque de la dynastie des Tudor. Il existe des documents qui attestent qu'il a appartenu à la royauté anglaise. Il fit notamment partie de la bibliothèque de Georges III entre 1738 et 1820.

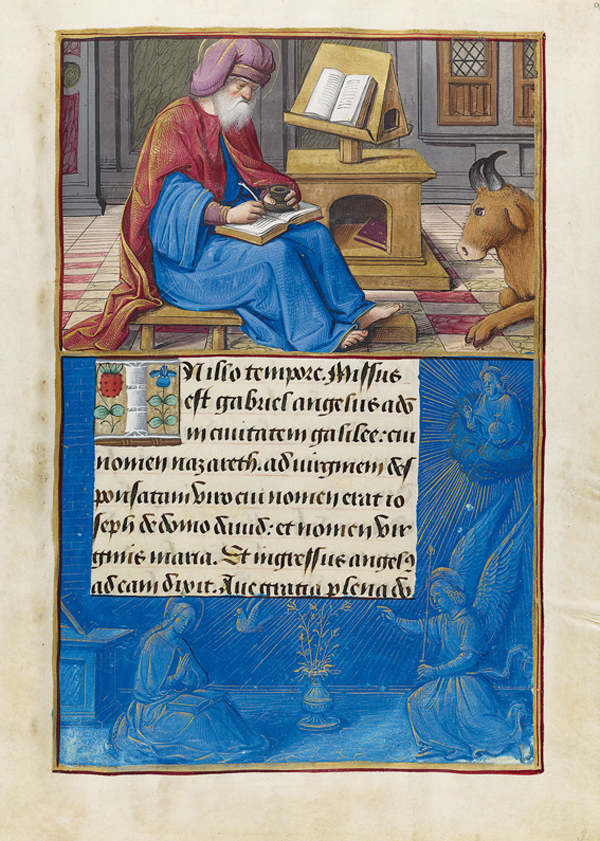
Les Heures d'Henri VIII, f. 9r

## La reliure
Le codex est relié en velours rouge et le blason d’Henri VIII est gravé sur chacun des fermoirs (écartelé en 1 et 4 à trois fleurs de lis et en 2 et 3 à trois lions passants). Sur ces fermoirs figurent aussi son monogramme H.8.R (Henricus Octavus Rex) et la célèbre devise « Honi soit qui mal y pense ».
Sur la page de garde du manuscrit, figure une note signée par George Wade (1673-1748), l'un de ses propriétaires, où nous y lisons :
En l'An 1723, étant à Mons et ayant entendu parler de Ce Livre comme le plus Curieux de son genre, je le trouvai en mains de Mon[sieu]r Charles Benoit Desmanet, un Gentilhomme de cette Ville, (et à la suite de sa mort, fut procuré de ses Exécuteurs testamentaires), il me le Montra avec grand soin et précaution sans me Permettre de le toucher, mais il tournait les pages avec une paire de Petites Languettes d'Argent fabriquées à cet effet Et en apercevant mon Sourire face à cette Délicatesse, il me dit : « Seigneur ainsi mes Ancêtres depuis plus de cent Ans préservèrent ce Livre immaculé et dans l’état de Perfection que vous voyez à présent » Il me révéla aussi que, selon la Tradition Familiale, ce fut un Cadeau de l'Empereur Charles V à Henri VIII, roi d'Angleterre […]